# Boruny (gmina)
Boruny – dawna gmina wiejska funkcjonująca pod zwierzchnictwem polskim w latach 1919–1920 na obszarze tzw. administracyjnego okręgu wileńskiego (obecnie na Białorusi, przy granicy z Łotwą). Siedzibą władz gminy były Boruny.
Przed I wojną światową gmina Boruny należała do powiatu iłłuksztańskiego w guberni kurlandzkiej. Po wojnie jednostka weszła w skład utworzonego i administrowanego przez Zarząd Cywilny Ziem Wschodnich powiatu brasławskiego. Jednakże w lipcu 1920 roku obszar gminy Boruny (oraz pięciu innych sąsiednich gmin o łącznej powierzchni 1,5 tys. km²) został zajęty przez Łotyszy i wcielony do Łotwy.
Kolonia i leśniczówka Boruny pozostały w Polsce, gdzie w latach 1921–1945 należały do województwa nowogródzkiego (od 1926 w województwie wileńskim), w powiecie brasławskim, w gminie Plusy.
Po II wojnie światowej obszar gminy Boruny wszedł w struktury administracyjne Związku Radzieckiego.